# پیتزا مارگریتا
پیتزا مارگریتا (به ایتالیایی: Pizza Margherita) نوعی پیتزای ایتالیایی است. این پیتزا در قرن نوزدهم میلادی در شهر ناپل در جنوب ایتالیا ابداع شد. پیتزا مارگریتا از پنیر موتزارلا، گوجه سن مارتزانو (نوعی گوجه فرنگی آلویی)، سبزی ریحان تازه، نمک و روغن زیتون تشکیل شده است.

## خاستگاه
بر اساس یک باور عمومی پیتزا مارگریتا به افتخار ملکه ایتالیا، مارگاریتا ماریا ترزا، در زمان سفرش به شهر ناپل در ژوئن ۱۸۸۹ و هشت سال بعد از اتحاد ایتالیا توسط رافائله اسپوزیتو سرآشپز پیتزایی برندی طبخ و نام‌گذاری شد. این پیتزا به افتخار پرچم سه رنگ کشور تازه متحدشدهٔ ایتالیا رنگ‌های سبز، سفید و سرخ داشت؛ گوجه برای رنگ قرمز، ریحان برای رنگ سبز و پنیر موتزارلا برای رنگ سفید.

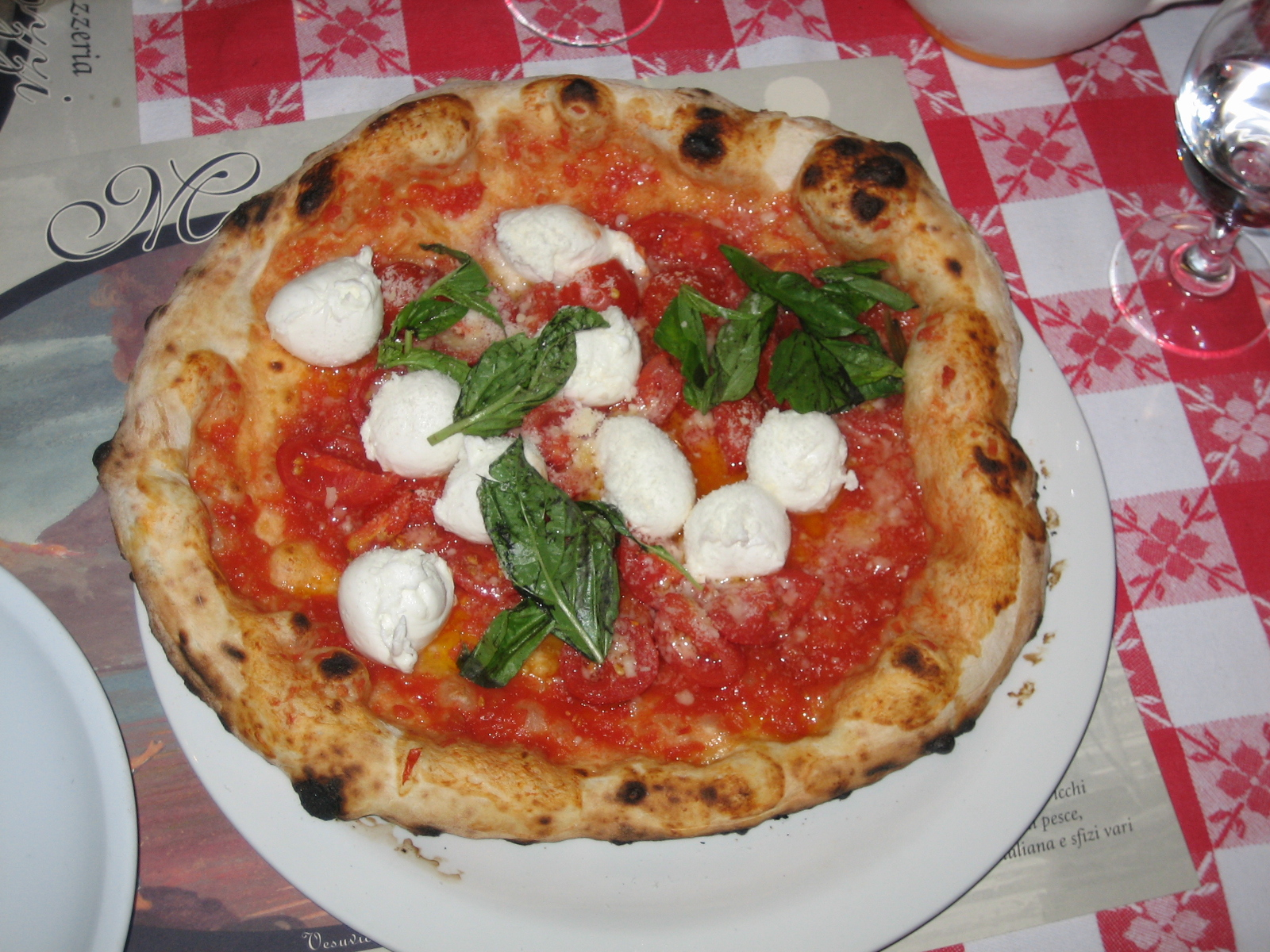
مواد تشکیل دهنده پیتزای سنتی مارگریتا - گوجه فرنگی (قرمز)، موزارلا (سفید) و ریحان (سبز) - توسط افسانه‌های محبوب برای الهام گرفتن از رنگ‌های پرچم ملی ایتالیا نگهداری می‌شود.

با وجود اینکه این پیتزا در زمان سفر ملکه مارگریتا محبوب و شناخته شده شد اما یک پیتزا در ناپل با این مواد تشکیل دهنده از سال‌ها قبل از سفر ملکه مارگریتا وجود داشته است. در ۱۸۳۰ در کتاب محیط و اطراف ناپولی یک پیتزا با پنیر موتزارلا، ریحان و گوجه توصیف شده است. فرانچسکو د بورکارت در ۱۸۶۶ در کتابی که در مورد سنت‌های شهر ناپل نوشته بود انواع مختلف پیتزاهای آن زمان را توصیف کرد که یکی از آن‌ها نیز مواد اولیه تشکیل دهنده‌ای مانند پیتزا مارگریتا داشت.

## نگارخانه

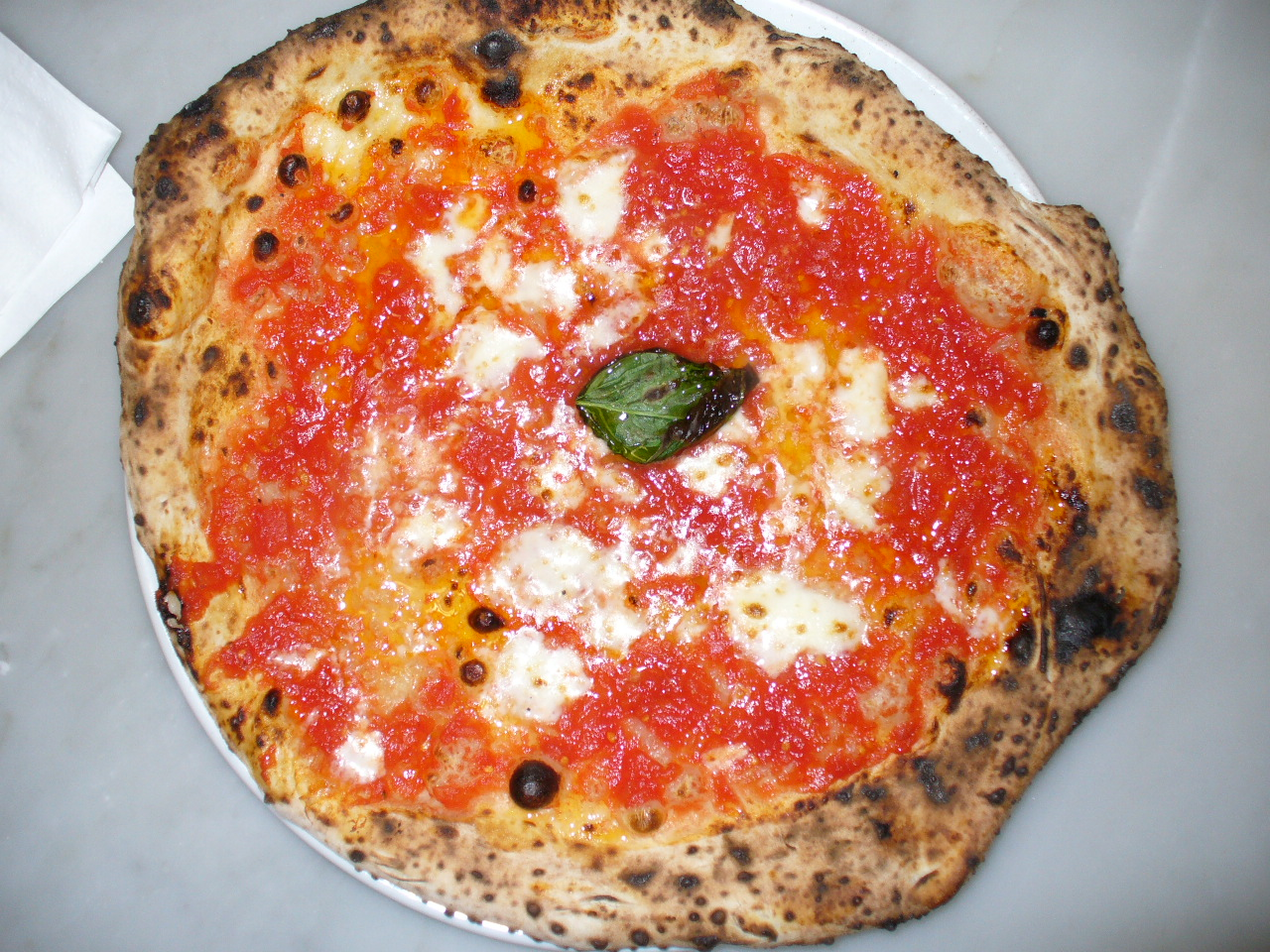
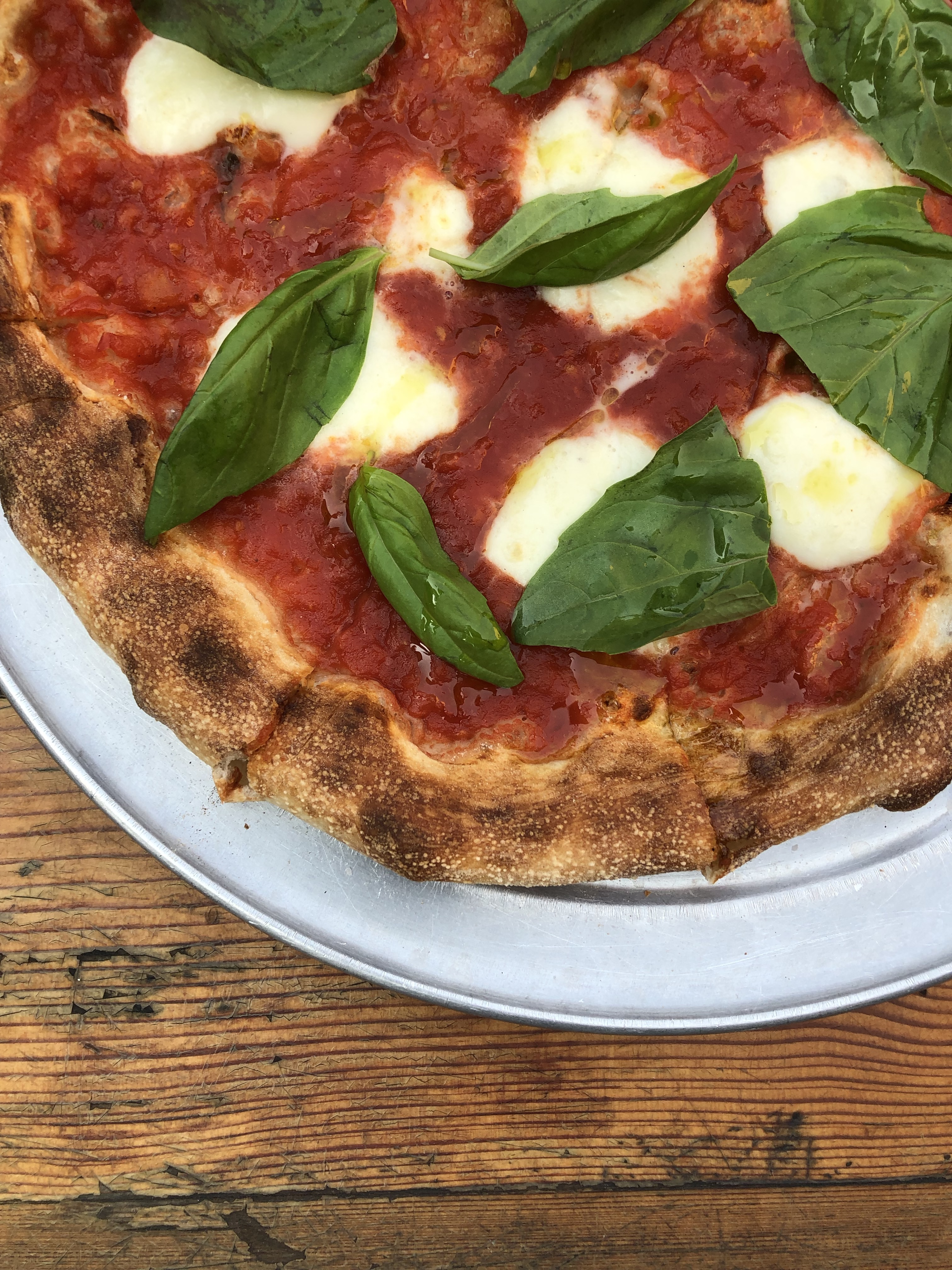

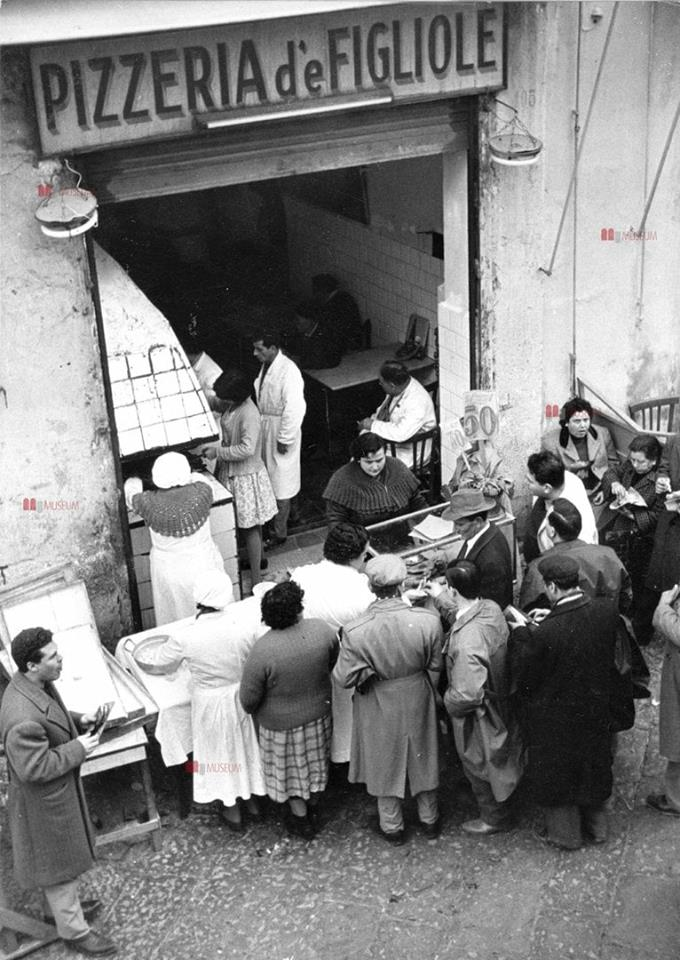
پیتزا فروشی فیگلیوله، ناپل